# Kaiki Yamaguchi
Kaiki Yamaguchi (2 giugno 1999) è un lottatore giapponese, specializzato nella lotta libera.

## Palmarès
- Campionati asiatici

Ulaanbaatar 2022: bronzo nei 65 kg.